# VGA

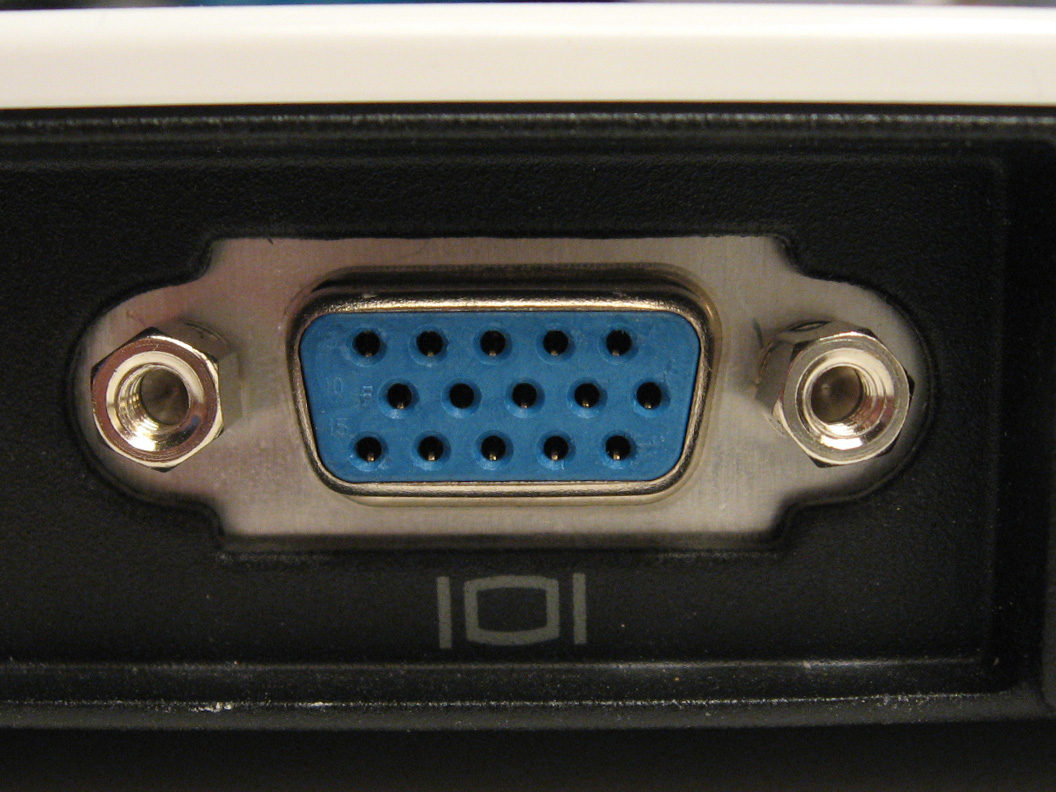
Standardní VGA port

Video Graphics Array (VGA) je označení pro starší standard grafického adaptéru využivající k přenosu obrazu z počítače do monitoru dnes již zastaralý analogový signál. V roce 1987 ho vyvinula společnost IBM, používá D-Sub DE-15 konektor. MCGA, vyvinutý také společností IBM, je primitivnější verze VGA. Jeho předchůdci byly EGA a CGA, nástupcem byl standard SVGA.

## Technické detaily
- 256 KiB Video RAM
- 16 nebo 256 barev

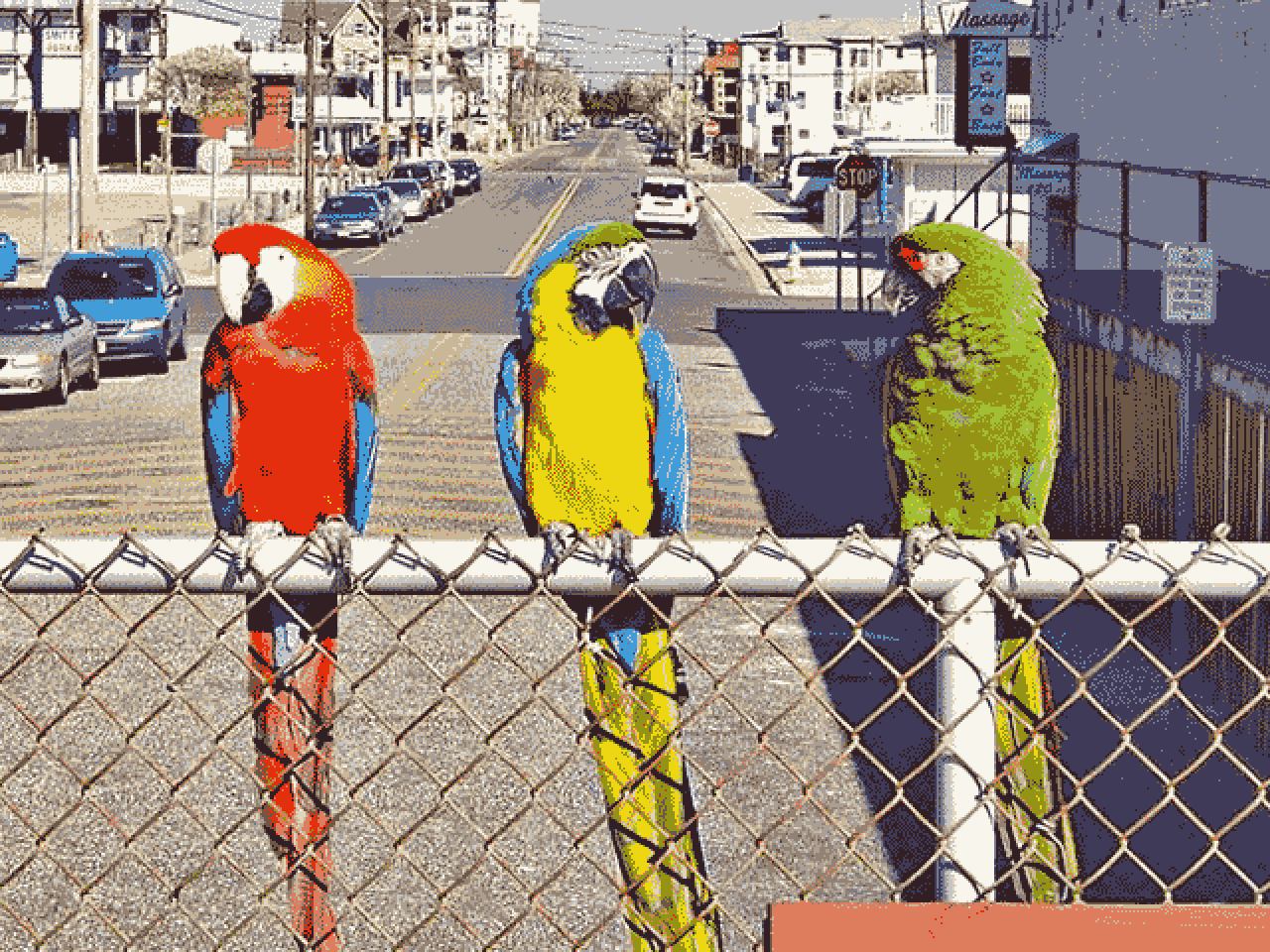
Ukázka VGA 640x480 16 barev

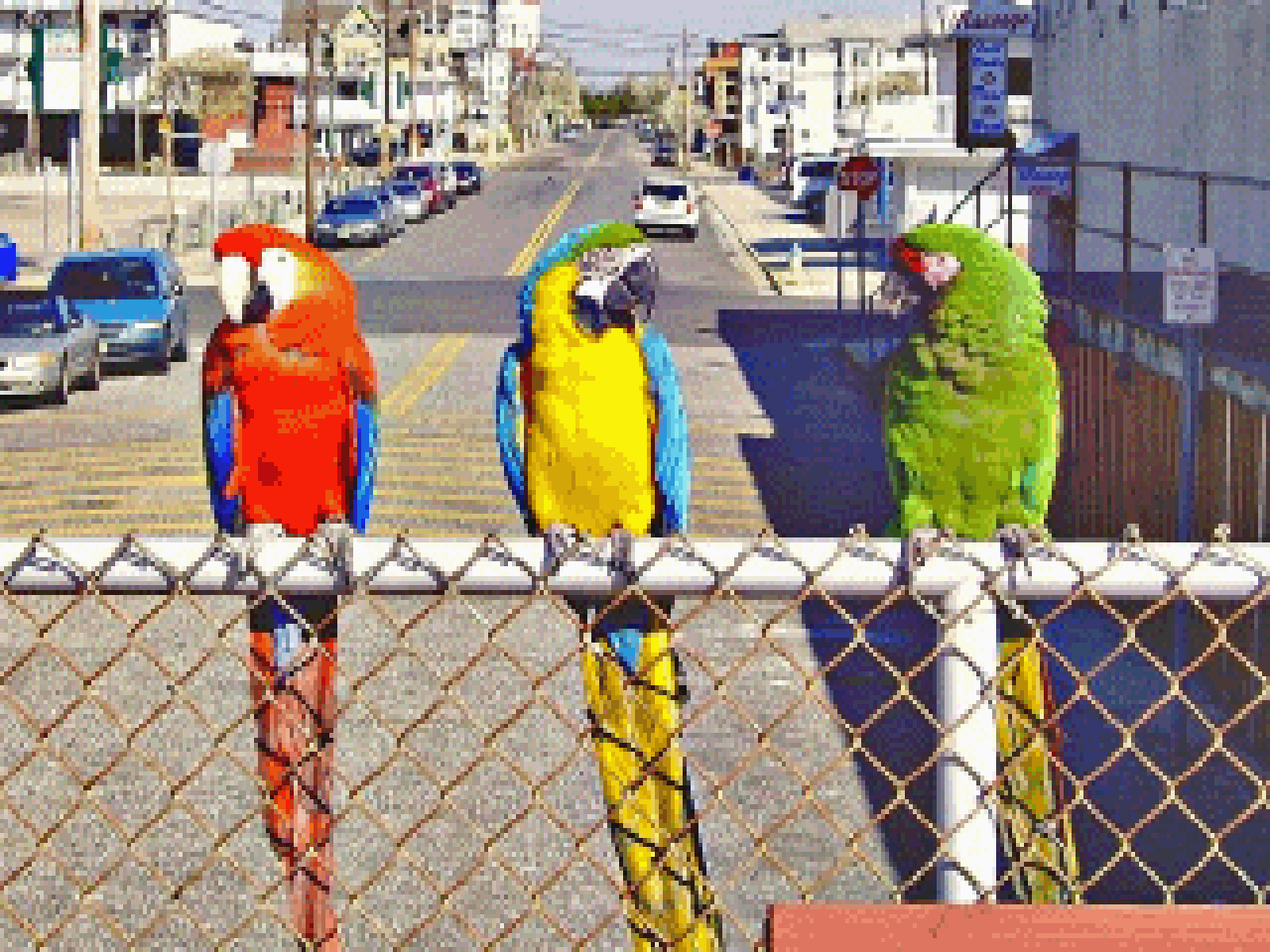
Ukázka VGA 320x200 256 barev

- 262 144 hodnot barev v paletě (6 bitů pro každou ze složek červené, zelené a modré, viz RGB)
- volitelná hodnota hlavního časovače – 25,175 MHz[1] nebo 28,322 MHz
- maximálně 720 horizontálních pixelů
- maximálně 480 řádků
- obnovovací frekvence až 70 Hz[2]
- rovinný režim: až 16 barev (4bitové roviny)
- mód packed-pixel: 256 barev (Mód 13h)
- podpora jemného hardwarového skrolování
- podpora 'Raster Ops' (rastrové operace – OR, AND, INV, …)
- barrel shifter
- podpora dvoudílné obrazovky
- přepínání stránek (obrazovek)
- jemné fonty (v rastru 8×16 pixelů)
- modifikovatelné fonty (v jednom okamžiku zobrazitelných až 512 různých znaků) – v textových režimech

## Standardní režimy
- 640×480 – 16 barev
- 640×350 nebo 640×200 – 16 barev
- 320×200 – 16 barev
- 320×200 – 256 barev (Mód 13h)

## Textové režimy
Nejpoužívanější textové režimy ve standardu VGA jsou 80×25 a 40×25. V tomto případě se ovšem nejedná o počet pixelů na obrazovce, ale o znaková políčka. Každé políčko zobrazuje jeden znak ASCII a ke každému znaku je přiřazen jeden byte atributu. V atributu znaku je možné nastavit jednu z 16 barev textu a 8 barev pozadí pro každé konkrétní znakové políčko. Nastavením atributu blink může znak v políčku blikat nebo je možné tento bit atributu použít pro přepínání mezi dvěma bankami fontů tj. 2x256 znaků.